# Trivigliano
Trivigliano település Olaszországban, Lazio régióban, Frosinone megyében. Lakosainak száma 1613 fő (2023. január 1.). Trivigliano Alatri, Ferentino, Fiuggi, Fumone, Guarcino és Torre Cajetani községekkel határos.

## Népesség
A település lakossága az elmúlt években az alábbi módon változott:
| Lakosok száma | 1703 | 1676 | 1613 |
|               | 2017 | 2018 | 2023 |